# Сибирское стекло
Сибирское стекло (Сибстекло) — предприятие в Новосибирске, выпускающее стеклотару из бесцветного, цветного и тонкого стекла. Полное наименование — Общество с ограниченной ответственностью «Сибирское стекло». До 2016 года стекольное производство осуществлялось под юридическим лицом АО «Завод «Экран». Производственная мощность предприятия на конец 2023 года — 850 млн стеклоиздалий в год.

## История
Строительство завода начато в 1948 году, в 1954 году он начал работу как предприятие электронной промышленности по выпуску электронно-оптических приборов, электронно-лучевых трубок для осциллографии и кинескопов для комплектации телевизионных заводов.
В 1970 году за участие в освоении космоса предприятие награждается орденом Октябрьской Революции.
В 90-е годы XX столетия с прекращением массового производства телевизионной техники в России предприятие дополнительно освоило производство стеклотары.
В 2000 году основным собственником завода стала группа компаний «РАТМ».
В 2002 году с привлечением связанного зарубежного финансирования реализован проект комплектации производства стеклотары оборудованием фирмы «Sklostroj» (Чехия). Были запущены первые две линии общей производительностью 90 млн бутылок в год.
В 2005 году в рамках реструктуризации завод «Экран» был разделён на два предприятия — в АО «Экран — оптические системы» сосредоточили электронно-оптическое приборостроение, в АО «Завод «Экран» — выпуск тарного стекла.
В 2006 году на стекольном заводе началась реализация инвестиционной программы, рассчитанной до 2009 года. За это время в реконструкцию действующих производственных мощностей и создание новых было инвестировано более 70 млн евро. Уже в октябре 2006 года в строй вошли две линии по изготовлению стеклотары в стекольном комплексе № 1 (СК-1). Их запуск повысил производительность завода на 60 % — с конвейеров сходило 260 млн единиц условной стеклотары в год.
С вводом в эксплуатацию в декабре 2007 года в СК-1 стекловаренной печи с производительностью 180 тонн в сутки, оснащённой двумя 6-секционными и одной 8-секционной машинами, появилась возможность увеличить объёмы выпуска до уровня 360 млн единиц условной стеклотары в год.
В июне 2010 года состоялся запуск нового стекольного комплекса СК-3. В СК-3 работают три 10-секционные линии, производящие бутылки из коричневого стекла. Все производственные линии оснащены современными инспекционными машинами, которые ежесекундно сканируют параметры каждой стеклянной бутылки на соответствие требованиям покупателя.
По состоянию на 2012 год на предприятии трудилось более 1 000 сотрудников. За счет увеличения объёмов реализации продукции в 2012 году сумма налоговых отчислений в бюджеты всех уровней и фонды социального страхования составила более 98 млн рублей.
Весной 2014 года завод открыл первый пункт приёма боя стеклотары у населения. Проект по развитию собственной сети пунктов приёма стекла у жителей города получил поддержку правительства Новосибирской области.
В 2016 году АО «Завод «Экран» был присвоен статус управляющей компании, производство стеклотары перевели на юридическое лицо ООО «Сибирское стекло».
В 2019 году управляющая компания «Сибстекла» сменила название на «РИД Групп».
В июне 2023 года губернатор Алтайского края анонсировал строительство в регионе «Сибирским стеклом» предприятия по производству кальцинированной соды. Запуск завода запланирован на 2025 год.

## Собственники и руководство
ООО «Сибирское стекло» входит в РАТМ Холдинг Эдуарда Тарана.
Управляющей компанией является АО «РИД Групп-Новосибирск» (97,8 % акций предприятия).
Генеральный директор — Мор Антон Павлович.

## Деятельность
По итогам 2023 года «Сибирское стекло» 98 % всей своей продукции реализовало на территории Сибирского и Дальневосточного федеральных округов.
Рейтинговое агентство АКРА в 2021 году присвоило ООО «Сибирское стекло» рейтинговую оценку BB-(RU) со стабильным прогнозом. Рейтинг ежегодно подтверждается (2022-2024).

## Продукция
- стеклотара для ликероводочных изделий
- стеклотара для пива и напитков
- стеклотара для технических жидкостей
- стеклянные банки[8]

## Дочерние предприятия
- ЗАО «Экран-Развитие»
- ЗАО «Экран-Энергия»
- ООО "Сибирская Содовая Компания"

## Награды и сертификаты
- Победитель конкурса Новосибирской городской торгово-промышленной палаты «Новосибирская марка» в 2013 году в номинации: «За внедрение новых материалов и эффективных технологий» в сфере «Промышленное производство, инновационная деятельность, стройиндустрия»[9]
- Сертификат соответствия системы менеджмента качества требованиям международного стандарта ГОСТ ISO 9001-2011[10]
- Участник рейтинга наиболее значимых компаний Новосибирской области[11]